# Unterstixner
Unterstixner (mundartlich: Undərschtiksnər, nüs dsum Undərschtiksnər) ist ein Gemeindeteil der Gemeinde Missen-Wilhams im bayerisch-schwäbischen Landkreis Oberallgäu.

## Geographie
Die Einöde liegt circa zwei Kilometer südöstlich des Hauptorts Missen.

## Ortsname
Der Ortsname bezieht sich auf den Flurnamen Sticksner, der sich wiederum auf den Familiennamen Stixner oder das neuhochdeutsche Verb sticksen für stehlen bezieht. Der Ortsname bedeutet somit (Siedlung am) Wald des Sticksner. Das Wort stūchezen für verstauchen aufgrund des steilen Anstiegs gilt als unwahrscheinlich.

## Geschichte
Der Ort wurde erstmals urkundlich 1486 mit dem „Bach der aus dem ‚Stuchsner‘ bis gen Müssen in die Argaw fließt“ erwähnt. Der erste Siedler in Sitxner ist 1585 mit Conradt Waldvogl ufm Stigsner belegt. Unterstixner entstand erst 1806 mit der Vereinödung von Missen.